# Угаб
Угаб (англ. Ugab) — вади, которая протекает над поверхностью её песчаного русла только несколько дней в году, но даже в течение большей части сухого сезона её подземные воды сохраняются в виде бассейнов и обеспечивают важный ресурс для видов в Дамараленде — регионе северной Намибии. Средний сток Угаба составляет примерно 20 миллионов кубических метров в год.
Большое содержание подземных вод реки Угаб делает её крупной намибийской рекой. Растянувшись почти на 500 км, река обеспечивает воду для таких видов, как редкий пустынный слон, жираф, горная зебра и самой большой популяции бесценных чёрных носорогов в мире. Здесь была создана Зона Дикой Природы Угаба, чтобы защитить будущее этих редких животных.
Люди могут путешествовать вдоль песчаной реки, проезжая местных крестьян гереро и розовые гранитные инзельберги (изолированные скалистые холмы, оставленные после вулканической активности), рассеянные по всему региону. Эти причудливые камни были сформированы на протяжении многих лет в смутно узнаваемые формы, некоторые выглядят как грибы, а другие — жуткие полые структуры, известные как «Окаменевшие призраки».
Здесь растут несколько видов растений; большая часть видимой растительности — экзотический дикий табак (табачное дерево — Nicotiana glauca). Кроме того, произрастает много деревьев акации и кусты нары (акантосициос ощетиненный — Acanthosicyos horridus) с их почти безликими остроконечными зелёными стеблями и невероятно большими плодами.